# 熊本県の廃止市町村一覧
熊本県の廃止市町村一覧（くまもとけんのはいししちょうそんいちらん）は、熊本県における市制・町村制施行（1889年4月1日）後に、市町村合併や他の自治体に統合されることなどにより廃止した市町村の一覧である。単なる名称の変更は対象としない。
- 町村が「町制」・「市制」を施行し町・市となるケース
  - 「市町村」以外の表記名を変更しなかった自治体は一覧に含まれない。（例：菊池町→菊池市）
  - 町制・市制を施行した際に名称を変更した場合も一覧に含まれない。（例：町山口村→本渡町）
- 市町村が名称変更した場合は一覧に含まれない。
- 所属郡が変更になった場合は一覧に含まれない。
- 市町村合併で廃止した市町村のケース
  - 編入合併した場合の、存続市町村は廃止に当たらないので一覧に含まれない。
  - 編入合併した場合の、廃止した市町村は一覧に含まれる。
  - 新設合併した場合の、廃止した市町村は一覧に含まれる。
  - 新設合併した場合の、名称が残った市町村も一覧に含まれる。（例：旧・八代市→新・八代市）
- 分割や分立をしたケース
  - 分割で廃止した市町村は一覧に含まれる。（例：三和町→城山村・高橋村に分割。三和町は廃止）
  - 分立で存続した市町村は一覧に含まれない。（例：千丁村の一部→昭和村。千丁村は存続）

## 1900年以前
- 球磨郡（旧）久米村 （1895年2月1日）球磨郡久米村新設のため
- 球磨郡槻木村 （1895年2月1日）球磨郡久米村新設のため
- 球磨郡湯山村 （1895年11月1日）球磨郡水上村新設のため
- 球磨郡岩野村 （1895年11月1日）球磨郡水上村新設のため
- 球磨郡江代村 （1895年11月1日）球磨郡水上村新設のため
- 球磨郡（旧）上村 （1895年12月7日）球磨郡上村新設のため
- 球磨郡皆越村 （1895年12月7日）球磨郡上村新設のため
- 天草郡今富村 （1896年1月26日）天草郡富津村新設のため
- 天草郡崎津村 （1896年1月26日）天草郡富津村新設のため
- 飽託郡硯川村 （1898年8月26日）飽託郡西里村新設のため
- 飽託郡寺迫村 （1898年8月26日）飽託郡西里村新設のため
- 飽託郡五町村 （1898年8月26日）飽託郡西里村新設のため
- 宇土郡三角浦村 （1899年3月30日）宇土郡三角村新設のため
- 宇土郡大田尾村 （1899年3月30日）宇土郡三角村新設のため
- 宇土郡波多村 （1899年3月30日）宇土郡三角村新設のため
- 宇土郡不知火村 （1899年3月30日）宇土郡不知火村新設のため
- 宇土郡高良村 （1899年3月30日）宇土郡不知火村新設のため
- 宇土郡長崎村 （1899年3月30日）宇土郡不知火村新設のため
- 飽託郡（旧）日吉村 （1899年4月1日）飽託郡日吉村新設のため
- 飽託郡元三村 （1899年4月1日）飽託郡日吉村新設のため
- 宇土郡（旧）郡浦村 （1899年4月1日）宇土郡郡浦村新設のため
- 宇土郡中村 （1899年4月1日）宇土郡郡浦村新設のため

## 1900年～1909年
- 天草郡（旧）栖本村 （1901年4月1日）天草郡栖本村新設のため
- 天草郡河馬田村 （1901年4月1日）天草郡栖本村新設のため
- 飽託郡（旧）河内村 （1902年4月1日）飽託郡河内村新設のため
- 飽託郡船津村 （1902年4月1日）飽託郡河内村新設のため
- 飽託郡白浜村 （1902年4月1日）飽託郡河内村新設のため
- 上益城郡大川村 （1905年10月1日）上益城郡大島村新設のため
- 上益城郡上島村 （1905年10月1日）上益城郡大島村新設のため

## 1910年～1919年
- 上益城郡（旧）御船町 （1918年4月1日）上益城郡御船町新設のため
- 上益城郡滝川村 （1918年4月1日）上益城郡御船町新設のため

## 1920年～1929年
- 天草郡久留村 （1921年5月1日）天草郡一町田村に編入のため
- 飽託郡黒髪村 （1921年6月1日）熊本市に編入のため
- 飽託郡池田村 （1921年6月1日）熊本市に編入のため
- 飽託郡花園村 （1921年6月1日）熊本市に編入のため
- 飽託郡島崎村 （1921年6月1日）熊本市に編入のため
- 飽託郡横手村 （1921年6月1日）熊本市に編入のため
- 飽託郡春日町 （1921年6月1日）熊本市に編入のため
- 飽託郡古町村 （1921年6月1日）熊本市に編入のため
- 飽託郡本山村 （1921年6月1日）熊本市に編入のため
- 飽託郡本庄村 （1921年6月1日）熊本市に編入のため
- 飽託郡春竹村 （1921年6月1日）熊本市に編入のため
- 飽託郡大江村 （1921年6月1日）熊本市に編入のため
- 八代郡南種山村 （1923年11月1日）八代郡種山村新設のため
- 八代郡北種山村 （1923年11月1日）八代郡種山村新設のため
- 八代郡小浦村 （1923年11月1日）八代郡種山村新設のため
- 飽託郡出水村 （1925年4月1日）熊本市に編入のため

## 1930年～1939年
- 飽託郡白坪村 （1931年6月1日）熊本市に編入のため
- 飽託郡画図村 （1932年12月15日）画津村に改称、即日・熊本市に編入のため
- 球磨郡大村 （1933年4月1日）球磨郡人吉町に編入のため
- 天草郡本戸村 （1935年4月1日）天草郡本渡町に編入のため
- 飽託郡健軍村 （1936年10月1日）熊本市に編入のため
- 天草郡下津深江村 （1936年10月1日）天草郡下田村新設のため
- 天草郡小田床村 （1936年10月1日）天草郡下田村新設のため
- 飽託郡清水村 （1939年8月1日）熊本市に編入のため

## 1940年～1949年
- 上益城郡滝尾村 （1940年4月1日）上益城郡滝水村新設のため
- 上益城郡水越村 （1940年4月1日）上益城郡滝水村新設のため
- 八代郡八代町 （1940年9月1日）八代市新設のため
- 八代郡太田郷町 （1940年9月1日）八代市新設のため
- 八代郡植柳村 （1940年9月1日）八代市新設のため
- 八代郡松高村 （1940年9月1日）八代市新設のため
- 飽託郡川尻町 （1940年12月1日）熊本市に編入のため
- 飽託郡力合村 （1940年12月1日）熊本市に編入のため
- 飽託郡日吉村 （1940年12月1日）熊本市に編入のため
- 飽託郡（旧）中島村 （1941年1月1日）飽託郡中島村新設のため
- 飽託郡中原村 （1941年1月1日）飽託郡中島村新設のため
- 飽託郡沖新村 （1941年1月1日）飽託郡中島村新設のため
- 球磨郡人吉町 （1942年2月11日）人吉市新設のため
- 球磨郡藍田村 （1942年2月11日）人吉市新設のため
- 球磨郡西瀬村 （1942年2月11日）人吉市新設のため
- 球磨郡中原村 （1942年2月11日）人吉市新設のため
- 玉名郡荒尾町 （1942年4月1日）荒尾市新設のため
- 玉名郡有明村 （1942年4月1日）荒尾市新設のため
- 玉名郡平井村 （1942年4月1日）荒尾市新設のため
- 玉名郡八幡村 （1942年4月1日）荒尾市新設のため
- 玉名郡府本村 （1942年4月1日）荒尾市新設のため
- 玉名郡高瀬町 （1942年5月20日）玉名郡玉名町新設のため
- 玉名郡弥富村 （1942年5月20日）玉名郡玉名町新設のため
- 八代郡郡築村 （1943年4月1日）八代市に編入のため
- 飽託郡城山村 （1944年2月11日）飽託郡三和町新設のため
- 飽託郡高橋町 （1944年2月11日）飽託郡三和町新設のため
- 飽託郡池上村 （1944年2月11日）飽託郡三和町新設のため
- 天草郡早浦村 （1948年4月1日）天草郡二浦村新設のため
- 天草郡亀浦村 （1948年4月1日）天草郡二浦村新設のため

## 1950年～1959年
- 飽託郡三和町 （1950年5月1日）飽託郡城山村・高橋村に分割のため
- 飽託郡田迎村 （1953年4月1日）熊本市に編入のため
- 飽託郡御幸村 （1953年4月1日）熊本市に編入のため
- 飽託郡城山村 （1953年7月1日）熊本市に編入のため
- 飽託郡池上村 （1953年7月1日）熊本市に編入のため
- 飽託郡高橋村 （1953年7月1日）熊本市に編入のため
- 宇土郡（旧）宇土町 （1954年4月1日）宇土郡宇土町新設のため
- 宇土郡花園村 （1954年4月1日）宇土郡宇土町新設のため
- 宇土郡轟村 （1954年4月1日）宇土郡宇土町新設のため
- 宇土郡緑川村 （1954年4月1日）宇土郡宇土町新設のため
- 宇土郡網津村 （1954年4月1日）宇土郡宇土町新設のため
- 玉名郡玉名町 （1954年4月1日）玉名市新設のため
- 玉名郡滑石村 （1954年4月1日）玉名市新設のため
- 玉名郡豊水村 （1954年4月1日）玉名市新設のため
- 玉名郡石貫村 （1954年4月1日）玉名市新設のため
- 玉名郡玉名村 （1954年4月1日）玉名市新設のため
- 玉名郡小田村 （1954年4月1日）玉名市新設のため
- 玉名郡梅林村 （1954年4月1日）玉名市新設のため
- 玉名郡伊倉町 （1954年4月1日）玉名市新設のため
- 玉名郡築山村 （1954年4月1日）玉名市新設のため
- 玉名郡大浜町 （1954年4月1日）玉名市新設のため
- 玉名郡八嘉村 （1954年4月1日）玉名市新設のため
- 玉名郡月瀬村 （1954年4月1日）玉名市新設のため
- 玉名郡江田町 （1954年4月1日）玉名郡菊水町新設のため
- 玉名郡花簇村 （1954年4月1日）玉名郡菊水町新設のため
- 玉名郡川沿村 （1954年4月1日）玉名郡菊水町新設のため
- 玉名郡東郷村 （1954年4月1日）玉名郡菊水町新設のため
- 鹿本郡山鹿町 （1954年4月1日）山鹿市新設のため
- 鹿本郡川辺村 （1954年4月1日）山鹿市新設のため
- 鹿本郡八幡村 （1954年4月1日）山鹿市新設のため
- 鹿本郡平小城村 （1954年4月1日）山鹿市新設のため
- 鹿本郡三嶽村 （1954年4月1日）山鹿市新設のため
- 鹿本郡三玉村 （1954年4月1日）山鹿市新設のため
- 鹿本郡米田村 （1954年4月1日）山鹿市新設のため
- 鹿本郡大道村 （1954年4月1日）山鹿市新設のため
- 鹿本郡岩野村 （1954年4月1日）鹿本郡鹿北村新設のため
- 鹿本郡広見村 （1954年4月1日）鹿本郡鹿北村新設のため
- 鹿本郡嶽間村 （1954年4月1日）鹿本郡鹿北村新設のため
- 阿蘇郡宮地町 （1954年4月1日）阿蘇郡一の宮町新設のため
- 阿蘇郡中通村 （1954年4月1日）阿蘇郡一の宮町新設のため
- 阿蘇郡古城村 （1954年4月1日）阿蘇郡一の宮町新設のため
- 阿蘇郡坂梨村 （1954年4月1日）阿蘇郡一の宮町新設のため
- 阿蘇郡内牧町 （1954年4月1日）阿蘇郡阿蘇町新設のため
- 阿蘇郡山田村 （1954年4月1日）阿蘇郡阿蘇町新設のため
- 阿蘇郡尾ヶ石村 （1954年4月1日）阿蘇郡阿蘇町新設のため
- 阿蘇郡黒川村 （1954年4月1日）阿蘇郡阿蘇町新設のため
- 阿蘇郡永水村 （1954年4月1日）阿蘇郡阿蘇町新設のため
- 上益城郡木山町 （1954年4月1日）上益城郡益城町新設のため
- 上益城郡広安村 （1954年4月1日）上益城郡益城町新設のため
- 上益城郡飯野村 （1954年4月1日）上益城郡益城町新設のため
- 上益城郡福田村 （1954年4月1日）上益城郡益城町新設のため
- 上益城郡津森村 （1954年4月1日）上益城郡益城町新設のため
- 八代郡金剛村 （1954年4月1日）八代市に編入のため
- 八代郡高田村 （1954年4月1日）八代市に編入のため
- 八代郡八千把村 （1954年4月1日）八代市に編入のため
- 八代郡和鹿島村 （1954年4月1日）八代郡竜北村新設のため
- 八代郡吉野村 （1954年4月1日）八代郡竜北村新設のため
- 八代郡野津村 （1954年4月1日）八代郡竜北村新設のため
- 球磨郡一勝地村 （1954年4月1日）球磨郡球磨村新設のため
- 球磨郡渡村 （1954年4月1日）球磨郡球磨村新設のため
- 球磨郡神瀬村 （1954年4月1日）球磨郡球磨村新設のため
- 天草郡登立町 （1954年4月1日）天草郡大矢野町新設のため
- 天草郡維和村 （1954年4月1日）天草郡大矢野町新設のため
- 天草郡上村 （1954年4月1日）天草郡大矢野町新設のため
- 天草郡中村 （1954年4月1日）天草郡大矢野町新設のため
- 天草郡湯島村 （1954年4月1日）天草郡大矢野町新設のため
- 天草郡本渡町 （1954年4月1日）本渡市新設のため
- 天草郡佐伊津村 （1954年4月1日）本渡市新設のため
- 天草郡本村 （1954年4月1日）本渡市新設のため
- 天草郡亀場村 （1954年4月1日）本渡市新設のため
- 天草郡櫨宇土村 （1954年4月1日）本渡市新設のため
- 天草郡楠浦村 （1954年4月1日）本渡市新設のため
- 天草郡志柿村 （1954年4月1日）本渡市新設のため
- 天草郡下浦村 （1954年4月1日）本渡市新設のため
- 八代郡郡築村 （1954年7月1日）八代市に編入のため
- 天草郡大道村 （1954年7月1日）天草郡龍ヶ岳村新設のため
- 天草郡高戸村 （1954年7月1日）天草郡龍ヶ岳村新設のため
- 天草郡樋島村 （1954年7月1日）天草郡龍ヶ岳村新設のため
- 天草郡牛深町 （1954年7月1日）牛深市新設のため
- 天草郡深海村 （1954年7月1日）牛深市新設のため
- 天草郡魚貫村 （1954年7月1日）牛深市新設のため
- 天草郡久玉村 （1954年7月1日）牛深市新設のため
- 天草郡二浦村 （1954年7月1日）牛深市新設のため
- 上益城郡秋津村 （1954年10月1日）熊本市に編入のため
- 飽託郡走潟村 （1954年10月1日）宇土郡宇土町に編入のため
- 玉名郡小天村 （1954年10月1日）玉名郡天水村新設のため
- 玉名郡玉水村 （1954年10月1日）玉名郡天水村新設のため
- 八代郡柿迫村 （1954年10月1日）八代郡泉村新設のため
- 八代郡栗木村 （1954年10月1日）八代郡泉村新設のため
- 八代郡仁田尾村 （1954年10月1日）八代郡泉村新設のため
- 八代郡樅木村 （1954年10月1日）八代郡泉村新設のため
- 八代郡椎原村 （1954年10月1日）八代郡泉村新設のため
- 八代郡久連子村 （1954年10月1日）八代郡泉村新設のため
- 八代郡下岳村 （1954年10月1日）八代郡泉村新設のため
- 八代郡葉木村 （1954年10月1日）八代郡泉村新設のため
- 菊池郡砦村 （1954年11月1日）菊池郡七城村新設のため
- 菊池郡加茂川村 （1954年11月1日）菊池郡七城村新設のため
- 菊池郡清泉村 （1954年11月1日）菊池郡七城村新設のため
- 天草郡宮地村 （1954年11月1日）天草郡新和村新設のため
- 天草郡中田村 （1954年11月1日）天草郡新和村新設のため
- 天草郡碇石村 （1954年11月1日）天草郡新和村新設のため
- 天草郡大多尾村 （1954年11月1日）天草郡新和村新設のため
- 天草郡一町田村 （1954年11月1日）天草郡河浦町新設のため
- 天草郡新合村 （1954年11月1日）天草郡河浦町新設のため
- 天草郡富津村 （1954年11月1日）天草郡河浦町新設のため
- 下益城郡（旧）松橋町 （1954年12月1日）下益城郡松橋町新設のため
- 下益城郡当尾村 （1954年12月1日）下益城郡松橋町新設のため
- 下益城郡豊福村 （1954年12月1日）下益城郡松橋町新設のため
- 下益城郡豊川村 （1954年12月1日）下益城郡松橋町新設のため
- 下益城郡中山村 （1955年1月1日）下益城郡中央村新設のため
- 下益城郡年禰村 （1955年1月1日）下益城郡中央村新設のため
- 鹿本郡（旧）植木町 （1955年1月1日）鹿本郡植木町新設のため
- 鹿本郡山東村 （1955年1月1日）鹿本郡植木町新設のため
- 鹿本郡桜井村 （1955年1月1日）鹿本郡植木町新設のため
- 鹿本郡菱形村 （1955年1月1日）鹿本郡植木町新設のため
- 鹿本郡田原村 （1955年1月1日）鹿本郡植木町新設のため
- 鹿本郡山本村 （1955年1月1日）鹿本郡植木町新設のため
- 鹿本郡吉松村 （1955年1月1日）鹿本郡植木町新設のため
- 上益城郡（旧）御船町 （1955年1月1日）上益城郡御船町新設のため
- 上益城郡滝水村 （1955年1月1日）上益城郡御船町新設のため
- 上益城郡木倉村 （1955年1月1日）上益城郡御船町新設のため
- 上益城郡高木村 （1955年1月1日）上益城郡御船町新設のため
- 上益城郡豊秋村 （1955年1月1日）上益城郡御船町新設のため
- 上益城郡小坂村 （1955年1月1日）上益城郡御船町新設のため
- 上益城郡陣村 （1955年1月1日）上益城郡御船町新設のため
- 上益城郡七滝村 （1955年1月1日）上益城郡御船町新設のため
- 上益城郡大島村 （1955年1月1日）上益城郡嘉島村新設のため
- 上益城郡六嘉村 （1955年1月1日）上益城郡嘉島村新設のため
- 上益城郡（旧）甲佐町 （1955年1月1日）上益城郡甲佐町新設のため
- 上益城郡宮内村 （1955年1月1日）上益城郡甲佐町新設のため
- 上益城郡龍野村 （1955年1月1日）上益城郡甲佐町新設のため
- 上益城郡白旗村 （1955年1月1日）上益城郡甲佐町新設のため
- 上益城郡乙女村 （1955年1月1日）上益城郡甲佐町新設のため
- 葦北郡佐敷町 （1955年1月1日）葦北郡葦北町新設のため
- 葦北郡大野村 （1955年1月1日）葦北郡葦北町新設のため
- 葦北郡吉尾村 （1955年1月1日）葦北郡葦北町新設のため
- 天草郡志岐村 （1955年1月1日）天草郡苓北町新設のため
- 天草郡坂瀬川村 （1955年1月1日）天草郡苓北町新設のため
- 天草郡富岡町 （1955年1月1日）天草郡苓北町新設のため
- 飽託郡広畑村 （1955年1月30日）飽託郡託麻村新設のため
- 飽託郡供合村 （1955年1月30日）飽託郡託麻村新設のため
- 飽託郡小山戸島村 （1955年1月30日）飽託郡託麻村新設のため
- 宇土郡（旧）三角町 （1955年2月1日）宇土郡三角町新設のため
- 宇土郡戸馳村 （1955年2月1日）宇土郡三角町新設のため
- 宇土郡大嶽村 （1955年2月1日）宇土郡三角町新設のため
- 宇土郡郡浦村 （1955年2月1日）宇土郡三角町新設のため
- 上益城郡浜町 （1955年2月1日）上益城郡矢部町新設のため
- 上益城郡下矢部村 （1955年2月1日）上益城郡矢部町新設のため
- 上益城郡御嶽村 （1955年2月1日）上益城郡矢部町新設のため
- 上益城郡白糸村 （1955年2月1日）上益城郡矢部町新設のため
- 八代郡（旧）鏡町 （1955年2月1日）八代郡鏡町新設のため
- 八代郡有佐村 （1955年2月1日）八代郡鏡町新設のため
- 八代郡文政村 （1955年2月1日）八代郡鏡町新設のため
- 八代郡種山村 （1955年2月1日）八代郡東陽村新設のため
- 八代郡河俣村 （1955年2月1日）八代郡東陽村新設のため
- 下益城郡隈庄町 （1955年3月1日）下益城郡城南町新設のため
- 下益城郡杉上村 （1955年3月1日）下益城郡城南町新設のため
- 下益城郡豊田村 （1955年3月1日）下益城郡城南町新設のため
- 玉名郡木葉村 （1955年3月1日）玉名郡玉東村新設のため
- 玉名郡山北村 （1955年3月1日）玉名郡玉東村新設のため
- 飽託郡松尾村 （1955年4月1日）熊本市に編入のため
- 飽託郡八分字村 （1955年4月1日）飽託郡飽田村新設のため
- 飽託郡藤富村 （1955年4月1日）飽託郡飽田村新設のため
- 飽託郡浜田村 （1955年4月1日）飽託郡飽田村新設のため
- 飽託郡並建村 （1955年4月1日）飽託郡飽田村新設のため
- 飽託郡白石村 （1955年4月1日）飽託郡飽田村新設のため
- 飽託郡畠口村 （1955年4月1日）飽託郡飽田村新設のため
- 下益城郡守富村 （1955年4月1日）下益城郡富合村新設のため
- 下益城郡杉合村 （1955年4月1日）下益城郡富合村新設のため
- 下益城郡河江村 （1955年4月1日）下益城郡益南村新設のため
- 下益城郡小野部田村 （1955年4月1日）下益城郡益南村新設のため
- 下益城郡（旧）砥用町 （1955年4月1日）下益城郡砥用町新設のため
- 下益城郡東砥用村 （1955年4月1日）下益城郡砥用町新設のため
- 玉名郡大野村 （1955年4月1日）玉名郡岱明村新設のため
- 玉名郡睦合村 （1955年4月1日）玉名郡岱明村新設のため
- 玉名郡高道村 （1955年4月1日）玉名郡岱明村新設のため
- 玉名郡鍋村 （1955年4月1日）玉名郡岱明村新設のため
- 玉名郡神尾村 （1955年4月1日）玉名郡三加和村新設のため
- 玉名郡緑村 （1955年4月1日）玉名郡三加和村新設のため
- 玉名郡春富村 （1955年4月1日）玉名郡三加和村新設のため
- 玉名郡（旧）南関町 （1955年4月1日）玉名郡南関町新設のため
- 玉名郡坂下村 （1955年4月1日）玉名郡南関町新設のため
- 玉名郡大原村 （1955年4月1日）玉名郡南関町新設のため
- 玉名郡賢木村 （1955年4月1日）玉名郡南関町新設のため
- 玉名郡米富村 （1955年4月1日）玉名郡南関町新設のため
- 鹿本郡来民町 （1955年4月1日）鹿本郡鹿本町新設のため
- 鹿本郡中富村 （1955年4月1日）鹿本郡鹿本町新設のため
- 鹿本郡稲田村 （1955年4月1日）鹿本郡鹿本町新設のため
- 鹿本郡六郷村 （1955年4月1日）鹿本郡菊鹿村新設のため
- 鹿本郡内田村 （1955年4月1日）鹿本郡菊鹿村新設のため
- 菊池郡城北村 （1955年4月1日）鹿本郡菊鹿村新設のため
- 菊池郡津田村 （1955年4月1日）菊池郡菊陽村新設のため
- 菊池郡原水村 （1955年4月1日）菊池郡菊陽村新設のため
- 上益城郡白水村 （1955年4月1日）菊池郡菊陽村新設のため
- 菊池郡（旧）泗水村 （1955年4月1日）菊池郡泗水村新設のため
- 菊池郡田島村 （1955年4月1日）菊池郡泗水村新設のため
- 阿蘇郡（旧）高森町 （1955年4月1日）阿蘇郡高森町新設のため
- 阿蘇郡草部村 （1955年4月1日）阿蘇郡高森町新設のため
- 阿蘇郡色見村 （1955年4月1日）阿蘇郡高森町新設のため
- 八代郡宮地村 （1955年4月1日）八代市に編入のため
- 葦北郡日奈久町 （1955年4月1日）八代市に編入のため
- 球磨郡（旧）多良木町 （1955年4月1日）球磨郡多良木町新設のため
- 球磨郡黒肥地村 （1955年4月1日）球磨郡多良木町新設のため
- 球磨郡久米村 （1955年4月1日）球磨郡多良木町新設のため
- 天草郡阿村 （1955年4月1日）天草郡松島村新設のため
- 天草郡今津村 （1955年4月1日）天草郡松島村新設のため
- 天草郡教良木河内村 （1955年4月1日）天草郡松島村新設のため
- 天草郡御領村 （1955年5月1日）天草郡五和町新設のため
- 天草郡鬼池村 （1955年5月1日）天草郡五和町新設のため
- 天草郡二江町 （1955年5月1日）天草郡五和町新設のため
- 天草郡手野村 （1955年5月1日）天草郡五和町新設のため
- 天草郡城河原村 （1955年5月1日）天草郡五和町新設のため
- 飽託郡西里村 （1955年7月1日）飽託郡北部村新設のため
- 飽託郡川上村 （1955年7月1日）飽託郡北部村新設のため
- 鹿本郡千田村 （1955年7月1日）鹿本郡鹿央村新設のため
- 鹿本郡米野岳村 （1955年7月1日）鹿本郡鹿央村新設のため
- 鹿本郡山内村 （1955年7月1日）鹿本郡鹿央村新設のため
- 球磨郡一武村 （1955年7月1日）球磨郡錦村新設のため
- 球磨郡西村 （1955年7月1日）球磨郡錦村新設のため
- 球磨郡木上村 （1955年7月1日）球磨郡錦村新設のため
- 天草郡宮田村 （1955年7月1日）天草郡倉岳村新設のため
- 天草郡棚底村 （1955年7月1日）天草郡倉岳村新設のため
- 天草郡浦村 （1955年7月1日）天草郡倉岳村新設のため
- 玉名郡清里村 （1955年7月20日）荒尾市・玉名郡長洲町に分割編入のため
- 八代郡昭和村 （1956年4月1日）八代市に編入のため
- 天草郡宮野河内村 （1956年4月1日）天草郡河浦町に編入のため
- 菊池郡旭野村 （1956年5月1日）菊池郡旭志村新設のため
- 菊池郡北合志村 （1956年5月1日）菊池郡旭志村新設のため
- 天草郡赤崎村 （1956年6月1日）天草郡有明村新設のため
- 天草郡楠甫村 （1956年6月1日）天草郡有明村新設のため
- 天草郡大浦村 （1956年6月1日）天草郡有明村新設のため
- 天草郡須子村 （1956年6月1日）天草郡有明村新設のため
- 天草郡上津浦村 （1956年6月1日）天草郡有明村新設のため
- 天草郡下津浦村 （1956年6月1日）天草郡有明村新設のため
- 天草郡島子村 （1956年6月1日）天草郡有明村新設のため
- 上益城郡朝日村 （1956年7月1日）上益城郡清和村新設のため
- 上益城郡小峰村 （1956年7月1日）上益城郡清和村新設のため
- 菊池郡大津町 （1956年8月1日）菊池郡大津町新設のため
- 菊池郡陣内村 （1956年8月1日）菊池郡大津町新設のため
- 菊池郡平真城村 （1956年8月1日）菊池郡大津町新設のため
- 菊池郡瀬田村 （1956年8月1日）分割し、菊池郡大津町新設・阿蘇郡長陽村に編入のため
- 菊池郡護川村 （1956年8月1日）分割し、菊池郡大津町新設・菊池郡旭志村に編入のため
- 阿蘇郡錦野村 （1956年8月1日）分割し、菊池郡大津町新設・菊池郡山西村に編入のため
- 菊池郡隈府町 （1956年9月1日）菊池郡菊池町新設のため
- 菊池郡河原村 （1956年9月1日）菊池郡菊池町新設のため
- 菊池郡水源村 （1956年9月1日）菊池郡菊池町新設のため
- 菊池郡迫間村 （1956年9月1日）菊池郡菊池町新設のため
- 菊池郡龍門村 （1956年9月1日）菊池郡菊池町新設のため
- 菊池郡戸崎村 （1956年9月1日）菊池郡菊池町新設のため
- 菊池郡花房村 （1956年9月1日）菊池郡菊池町新設のため
- 菊池郡菊池村 （1956年9月1日）菊池郡菊池町新設のため
- 葦北郡久木野村 （1956年9月1日）水俣市に編入のため
- 球磨郡川村 （1956年9月1日）球磨郡相良村新設のため
- 球磨郡四浦村 （1956年9月1日）球磨郡相良村新設のため
- 天草郡高浜村 （1956年9月21日）天草郡天草町新設のため
- 天草郡福連木村 （1956年9月21日）天草郡天草町新設のため
- 天草郡下田村 （1956年9月21日）天草郡天草町新設のため
- 天草郡大江村 （1956年9月21日）天草郡天草町新設のため
- 飽託郡河内村 （1956年9月30日）飽託郡河内芳野村新設のため
- 飽託郡芳野村 （1956年9月30日）飽託郡河内芳野村新設のため
- 飽託郡川口村 （1956年9月30日）飽託郡天明村新設のため
- 飽託郡中緑村 （1956年9月30日）飽託郡天明村新設のため
- 飽託郡内田村 （1956年9月30日）飽託郡天明村新設のため
- 飽託郡銭塘村 （1956年9月30日）飽託郡天明村新設のため
- 飽託郡奥古閑村 （1956年9月30日）飽託郡天明村新設のため
- 飽託郡海路口村 （1956年9月30日）飽託郡天明村新設のため
- 宇土郡不知火村 （1956年9月30日）宇土郡不知火町新設のため
- 宇土郡松合町 （1956年9月30日）宇土郡不知火町新設のため
- 玉名郡腹赤村 （1956年9月30日）玉名郡腹栄村新設のため
- 玉名郡六栄村 （1956年9月30日）玉名郡腹栄村新設のため
- 阿蘇郡馬見原町 （1956年9月30日）阿蘇郡蘇陽町新設のため
- 阿蘇郡菅尾村 （1956年9月30日）阿蘇郡蘇陽町新設のため
- 阿蘇郡柏村 （1956年9月30日）阿蘇郡蘇陽町新設のため
- 天草郡都呂々村 （1956年9月30日）天草郡苓北町に編入のため
- 飽託郡小島町 （1957年1月1日）熊本市に編入のため
- 飽託郡龍田村 （1957年1月1日）熊本市に編入のため
- 葦北郡二見村 （1957年1月1日）八代市に編入のため
- 天草郡宮地岳村 （1957年3月31日）本渡市に編入のため
- 上益城郡中島村 （1957年4月1日）矢部町に編入のため
- 上益城郡名連川村 （1957年4月1日）矢部町に編入のため
- 阿蘇郡野尻村 （1957年8月1日）高森町に編入のため
- 玉名郡（旧）長洲町 （1957年10月1日）玉名郡長洲町新設のため
- 玉名郡腹栄村 （1957年10月1日）玉名郡長洲町新設のため
- 下益城郡（旧）小川町 （1958年3月31日）下益城郡小川町新設のため
- 下益城郡海東村 （1958年3月31日）下益城郡小川町新設のため
- 下益城郡益南村 （1958年3月31日）下益城郡小川町新設のため
- 飽託郡中島村 （1958年4月1日）熊本市に編入のため
- 宇土郡網田村 （1958年10月1日）宇土町（即日市制、宇土市）に編入のため

## 1960年～1969年
- 阿蘇郡山西村 （1960年9月1日）阿蘇郡西原村新設のため
- 上益城郡河原村 （1960年9月1日）阿蘇郡西原村新設のため
- 八代郡龍峰村 （1961年3月1日）八代市に編入のため
- 八代郡下松求麻村 （1961年4月1日）八代郡坂本村新設のため
- 八代郡上松求麻村 （1961年4月1日）八代郡坂本村新設のため
- 葦北郡百済来村 （1961年4月1日）八代郡坂本村新設のため
- 鹿本郡田底村 （1969年4月1日）鹿本郡植木町に編入のため

## 1970年～1979年
- 飽託郡託麻村 （1970年11月1日）熊本市に編入のため
- 葦北郡葦北町 （1970年11月1日）葦北郡芦北町新設のため
- 葦北郡湯浦町 （1970年11月1日）葦北郡芦北町新設のため

## 1980年～1989年
この10年間に県内に廃止市町村なし

## 1990年～1999年
- 飽託郡北部町 （1991年2月1日）熊本市に編入のため
- 飽託郡河内町 （1991年2月1日）熊本市に編入のため
- 飽託郡飽田町 （1991年2月1日）熊本市に編入のため
- 飽託郡天明町 （1991年2月1日）熊本市に編入のため

## 2000年～2009年
- 球磨郡上村 （2003年4月1日）球磨郡あさぎり町新設のため
- 球磨郡免田町 （2003年4月1日）球磨郡あさぎり町新設のため
- 球磨郡岡原村 （2003年4月1日）球磨郡あさぎり町新設のため
- 球磨郡須恵村 （2003年4月1日）球磨郡あさぎり町新設のため
- 球磨郡深田村 （2003年4月1日）球磨郡あさぎり町新設のため
- 天草郡大矢野町 （2004年3月31日）上天草市新設のため
- 天草郡松島町 （2004年3月31日）上天草市新設のため
- 天草郡姫戸町 （2004年3月31日）上天草市新設のため
- 天草郡龍ヶ岳町 （2004年3月31日）上天草市新設のため
- 下益城郡中央町 （2004年11月1日）下益城郡美里町新設のため
- 下益城郡砥用町 （2004年11月1日）下益城郡美里町新設のため
- 葦北郡（旧）芦北町 （2005年1月1日）葦北郡芦北町新設のため
- 葦北郡田浦町 （2005年1月1日）葦北郡芦北町新設のため
- 宇土郡三角町 （2005年1月15日）宇城市新設のため
- 宇土郡不知火町 （2005年1月15日）宇城市新設のため
- 下益城郡松橋町 （2005年1月15日）宇城市新設のため
- 下益城郡小川町 （2005年1月15日）宇城市新設のため
- 下益城郡豊野町 （2005年1月15日）宇城市新設のため
- 旧・山鹿市 （2005年1月15日）山鹿市新設のため
- 鹿本郡鹿北町 （2005年1月15日）山鹿市新設のため
- 鹿本郡菊鹿町 （2005年1月15日）山鹿市新設のため
- 鹿本郡鹿本町 （2005年1月15日）山鹿市新設のため
- 鹿本郡鹿央町 （2005年1月15日）山鹿市新設のため
- 阿蘇郡一の宮町 （2005年2月11日）阿蘇市新設のため
- 阿蘇郡阿蘇町 （2005年2月11日）阿蘇市新設のため
- 阿蘇郡波野村 （2005年2月11日）阿蘇市新設のため
- 阿蘇郡蘇陽町 （2005年2月11日）上益城郡山都町新設のため
- 上益城郡矢部町 （2005年2月11日）上益城郡山都町新設のため
- 上益城郡清和村 （2005年2月11日）上益城郡山都町新設のため
- 阿蘇郡白水村 （2005年2月13日）阿蘇郡南阿蘇村新設のため
- 阿蘇郡久木野村 （2005年2月13日）阿蘇郡南阿蘇村新設のため
- 阿蘇郡長陽村 （2005年2月13日）阿蘇郡南阿蘇村新設のため
- 旧・菊池市 （2005年3月22日）菊池市新設のため
- 菊池郡七城町 （2005年3月22日）菊池市新設のため
- 菊池郡旭志村 （2005年3月22日）菊池市新設のため
- 菊池郡泗水町 （2005年3月22日）菊池市新設のため
- 旧・八代市 （2005年8月1日）八代市新設のため
- 八代郡鏡町 （2005年8月1日）八代市新設のため
- 八代郡東陽村 （2005年8月1日）八代市新設のため
- 八代郡千丁町 （2005年8月1日）八代市新設のため
- 八代郡坂本村 （2005年8月1日）八代市新設のため
- 八代郡泉村 （2005年8月1日）八代市新設のため
- 八代郡竜北町 （2005年10月1日）八代郡氷川町新設のため
- 八代郡宮原町 （2005年10月1日）八代郡氷川町新設のため
- 旧・玉名市 （2005年10月3日）玉名市新設のため
- 玉名郡岱明町 （2005年10月3日）玉名市新設のため
- 玉名郡横島町 （2005年10月3日）玉名市新設のため
- 玉名郡天水町 （2005年10月3日）玉名市新設のため
- 菊池郡合志町 （2006年2月27日）合志市新設のため
- 菊池郡西合志町 （2006年2月27日）合志市新設のため
- 玉名郡菊水町 （2006年3月1日）玉名郡和水町新設のため
- 玉名郡三加和町 （2006年3月1日）玉名郡和水町新設のため
- 本渡市 （2006年3月27日）天草市新設のため
- 牛深市 （2006年3月27日）天草市新設のため
- 天草郡有明町 （2006年3月27日）天草市新設のため
- 天草郡御所浦町 （2006年3月27日）天草市新設のため
- 天草郡倉岳町 （2006年3月27日）天草市新設のため
- 天草郡栖本町 （2006年3月27日）天草市新設のため
- 天草郡新和町 （2006年3月27日）天草市新設のため
- 天草郡五和町 （2006年3月27日）天草市新設のため
- 天草郡天草町 （2006年3月27日）天草市新設のため
- 天草郡河浦町 （2006年3月27日）天草市新設のため
- 下益城郡富合町 （2008年10月6日）熊本市に編入のため

## 2010年～
- 下益城郡城南町 （2010年3月23日）熊本市に編入のため
- 鹿本郡植木町 （2010年3月23日）熊本市に編入のため